# Biggles letí do Nepálu
Biggles letí do Nepálu (v originále: Biggles in the Terai) je dobrodružná kniha o pilotovi jménem James Bigglesworth (Biggles) od autora W. E. Johnse z roku 1966. V Česku byla vydána nakladatelstvím Toužimský & Moravec v Praze v roce 2002.

## Děj
Detektiv letecké policie jménem Bigglesworth (známější pod přezdívkou „Biggles“) se dozvěděl od svého nadřízeného generála Raymonda, že jeho bratranec Algy se ztratil při svém vyšetřování v Indii. Algy zde měl objasnit případ pašování zlata a podle posledního dopisu byl skoro u konce. Biggles se společně se svým parťákem Bertiem vydal na Algyho základnu do Shary v Indii odkud prováděl vyšetřování. Zde ho příjemně přivítal náčelník letiště Kamu Akbar a posléze se seznámil i s mladým mechanikem jménem Ram Singh. Algy v dopise uvedl, že hlavním nebezpečím představuje na letišti muž s protézou, se kterým se Biggles s Bertiem později osobně setkali a dozvěděli se, že se jmenuje Holman Larta. Biggles neponechával nic náhodě, díky čemuž se dokázali vyhnout nájemnému vrahovi, který na ně chtěl v noci zaútočit, a další noc za pomocí Rama se jim podařilo zahnat muže, který chtěl do jejich letadla nastražit Bungara. Zjistili, že hada do letadla chtěl nastražit tajemník letiště jménem Bula Din. Díky nalezenému otvoru po kulce v Algyho průzkumném Austeru bylo jasné, proč během svého vyšetřování si změnil stroj za bojový Hunter, se kterým podle posledních zpráv se nejspíše zřítil do džungle jménem Terai. Každý den prováděli Biggles s Bertiem a Ramem letecké pátrání nad džunglí a jednoho dne v ní nalezli vykácený plácek, o kterém zjistili, že se jedná o tajnou přistávací dráhu. Bertie s Ramem se vrátili zpět do Shary, mezitím co Biggles zde zůstal na průzkumu. K jeho radosti zde začalo přistávat neznámé, maskované letadlo, avšak k jeho překvapení se u kraje dráhy zjevil neznámý muž se zbraní a letadlo zahnal. Biggles tušil, že muž má nedaleko dráhy svou osadu, což mu později potvrdil Bertie, který při svém návratu uviděl pás kouře. Rozhodli se na místě počkat na příchod muže, jenže dříve se museli ukrýt před sprškou střel z kulometu maskovaného letadla, které se vrátilo. Po ukončení střelby se pokusilo znovu přistát, jenže neznámý muž s puškou mu v tom znovu zabránil. Biggles tentokrát muže vyhledal a ten se mu představil jako Mahomad Khan. K jeho velké úlevě mu pověděl, že je Algy naživu, avšak zraněný v jeho táboře nedaleko dráhy. Algy Bigglesovi pověděl, že při svém pátraní objevil dráhu a maskovaný letoun, jehož pilot zde nechal pytlík se zlatými mincemi. Později si pro „zásilku“ přiletěl se svým strojem Larta, ukryl jí ve své protéze a odletěl. Po výměně stroje za Hunter se Algy chystal pašeráky sledovat, jenže mu někdo před startem poškodil stroj a on s ním havaroval do džungle, kde ho později zachránil Mahomad. Biggles odvezl Bertieho a Rama do Shary a sám se vydal do Kalkaty podat o tom všem zprávu a vypůjčil si nový Hunter. Za pomocí něho poté doprovodil Auster na přistávací dráhu, kde Bertie naložil zraněného Algyho. Cestou je chtěl napadnout maskovaný letoun, jenže Biggles včas zasáhl a maskovaný letoun sestřelil. Algy se tak v pořádku s Bertiem dostal do Shary, kde mezitím byli zatčeni Larta a Bula Din. Ram a Mahomed byli odměněni za jejich pomoc a Biggles se společně se svými parťáky vrátil zpět do Anglie.

## Postavy
- James „Biggles“ Bigglesworth
- Algernon „Algy“ Lacey
- Bertram „Bertie“ Lissie
- Ram Singh
- Holman Larta
- Bula Din
- Mahomad Khan
- Kamu Akbar
- generál Raymond

## Letadla
- British Taylorcraft Auster
- Hawker Hunter
- De Havilland Dragon Rapide
- maskovaný letoun – přesný typ není uveden
- Vickers Viscount